# Bat Chatillon 25 t
Bat Chatillon 25 t је био француски средњи тенк.

## Корисници
- Француска